# Barnabas Sibusiso Dlamini
Pour les articles homonymes, voir Dlamini.
Le prince Barnabas Sibusiso Dlamini, né le 15 mai 1942 et mort le 28 septembre 2018 à Manzini (Eswatini), est un homme d'État swazilandais.

## Biographie
Le prince Barnabas s'est marié trois fois. Sa première épouse était Jane Gezephi Matsebula, avec laquelle il s'était marié le 26 juin 1970 et décédée le 14 décembre 2012 d'une insuffisance rénale. Le 15 mars 2014, il a épousé la pasteure Joy Nonjabulo Gladness Maziya; cependant, Dlamini a demandé le divorce un peu plus de deux ans plus tard, le 1er avril 2016. En novembre 2017, il a épousé Gugu Primrose Simelane, enseignante de profession. À l'époque, Simelane était directrice adjointe à l'école primaire Siweni Nazarene. Quelques mois après avoir épousé Dlamini, elle a été promue directrice de l'école primaire de Ngwenya.
Barnabas Sibusiso Dlamini a été ministre des Finances de 1984 à 1993 et Premier ministre à deux reprises, la première fois du 26 juillet 1996 au 29 septembre 2003 puis la seconde fois du 23 octobre 2008, succédant au prince Bheki Dlamini, jusqu'à sa mort survenue le 28 septembre 2018.
En 2017, le prince Barnabas s'est rendu à Taïwan et en Afrique du Sud pour des examens médicaux. Admis dans une unité de soins intensifs en avril 2018 à Mbabane, il meurt de cause naturelle à l'âge de 76 ans le 28 septembre 2018, moins d'un mois après avoir quitté son poste de Premier ministre.

## Sources
- Notices d'autorité :   - VIAF
  - ISNI
  - LCCN
  - Pays-Bas
  - WorldCat